# Grootschubvissen
Grootschubvissen (Melamphaidae) zijn een familie van straalvinnige vissen uit de orde van Doornvissen (Stephanoberyciformes).

## Geslachten
- Melamphaes Günther, 1864
- Poromitra Goode & T. H. Bean, 1883
- Scopeloberyx Zugmayer, 1911
- Scopelogadus Vaillant, 1888
- Sio Moss, 1962